# Kresten Damsgaard
Kresten Damsgaard f. Damsgaard Kristensen (9. juni 1903 i Østerild i Thy – 1. august 1992) var en dansk politiker (Venstre), minister og landbrugskonsulent.
Han var søn af gårdejer Jens Damsgaard (død 1926) og hustru Laura født Pedersen (død 1944) og blev gift i 1939 med Ruth (født 1921 i Fåborg), datter af mejerist Jacob Svensson (død 1922) og hustru Petra, født Hansen.
Han var medlem af Folketinget fra 1940 til 43 og igen fra 1945 til 73.
Han var herudover:
- Kirkeminister og minister for offentlige arbejder i Regeringen Poul Hartling fra 19. december 1973 til 29. januar 1975

- Medlem af Finansudvalget fra 1953 til 1973, og var formand for dette fra 1968 til 1971.